# Selenicereus vagans
Selenicereus vagans (pitayita nocturna de Colima) es una especie endémica de planta de la familia Cactaceae que se distribuye en varios estados de México. La palabra vagans proviene del latín que significa «disperso» o «deambulante» en alusión a la forma de crecimiento de sus tallos.

## Descripción
Es una cactácea trepadora, sus tallos son de 1 cm de ancho, a manera de péndulos, tienen 9 costillas, las areolas de 1 mm de largo, y tiene entre 6 y 12 espinas de 1 cm de largo de color amarillo blanquecino. La flor de 16 cm de largo de color blanco verdoso. El fruto de 7 cm de largo y 3 cm de ancho, de forma elíptica y con 8 a 15 espinas amarillas.
Florece y fructifica a lo largo de todo el año.

## Distribución
Endémica de los estados de Chiapas, Colima, Guerrero, Jalisco, Michoacán, Nayarit, Oaxaca, Puebla, Sinaloa, Sonora y Tabasco en México.

## Hábitat
Habita matorrales subtropicales y bosques tropicales caducifolios y subcaducifolios. En elevaciones de 1000 m s. n. m.

## Estado de conservación
No se conocen amenazas para la conservación de la especie, sus poblaciones son abundantes y, además, varias de sus poblaciones se encuentras dentro de áreas naturales protegidas en México.